# Мозгалевский, Андрей Васильевич
Андрей Васильевич Мозгалевский (1924—1995) — известный учёный и инженер в области диагностики и надёжности технических систем, доктор технических наук, профессор, заслуженный деятель науки и техники РСФСР, участник Великой Отечественной войны, офицер военно-морского флота, капитан 1 ранга, основоположник технической диагностики в области непрерывных систем в СССР и РФ, создал и многие годы возглавлял ленинградскую научную школу по диагностике и надёжности технических систем в СССР и РФ.

## Биография

### Ранние годы
Андрей Васильевич Мозгалевский родился 8 сентября 1924 года в г. Нарва в семье служащих. Отец Андрея — Василий Васильевич родился в Нарве, до революции служил в царской армии, был участником Первой мировой войны, дослужился до капитана, после революции с 1922 года работал торговым агентом в Нарве. Мать — Лариса Андреевна (урождённая Попова) родилась в 1896 году в Чохатаури (Грузия), окончила гимназию в Баку, затем училась на Бестужевских курсах в Санкт-Петербурге, окончила Азербайджанский индустриальный институт в г. Баку, работала заведующей технической библиотекой в Азнефтепроекте. В 1926 году родители развелись. Лариса Андреевна вместе с Андреем и его старшим братом Вадимом, переехала в Баку к своей матери.
До 9 лет Андрей воспитывался дома. В 1933 году поступил сразу во второй класс школы-семилетки № 58. Был «ударником учёбы». Возглавлял ученический комитет (учком), а потом школьное отделение ОСОВИАХИМ. В 1940 году в числе 4-х лучших учеников школы Андрей Мозгалевский был отобран в 9 класс 6-й военно-морской спецшколы представителями Каспийской флотилии.

### Участие в Великой Отечественной войне
В декабре 1941 года Мозгалевский был переведён на подготовительные курсы в  Каспийское высшее военно-морское училище. В феврале 1942 года, когда из Ленинграда в Баку эвакуировали ВВМИУ им. Ф. Э. Дзержинского, Мозгалевский в числе других курсантов был переведён на подготовительные курсы этого училища.
В 1942—1943 годах, будучи курсантом, Мозгалевский принимал участие в охране Апшеронского полуострова, патрулировании в г. Баку, проходил практику на плавучей зенитной батарее «Полюс» Каспийской флотилии (охраняла г. Астрахань с воздуха).
Летом 1944 года был направлен на боевую практику матросом на тральщики Северного флота. Сначала проходил практику электриком, затем — котельным машинистом. В августе 1944 года принимал участие в конвое БД-5, который шёл из Северодвинска к острову Диксон. Конвой состоял из транспортного судна «Марина Раскова» и трёх тральщиков Т-114, Т-116 и Т-118. 12 августа 1944 года конвой был торпедирован немецкой подводной лодкой в Карском море вблизи острова Белый. Были потоплены судно «Марина Раскова» и два тральщика. Экипаж тральщика Т-116, на котором находился Мозгалевский, спас более 70 человек находящихся в воде. 5 сентября 1944 года Т-116 потопил в Карском море в районе мыса Уединение германскую подводную лодку U-362.
Затем Мозгалевский принимал участие в «10-м сталинском ударе», участвовал в Петсамо-Киркенесской операции. После войны Андрей Васильевич Мозгалевский был награждён медалями «За оборону Северного Заполярья» и «За победу над Германией в Великой Отечественной войне 1941—1945 гг.».
После окончания практики 1944 года А. В. Мозгалевский вернулся в Ленинград, где продолжил учёбу в ВВМИУ. В 1947 году, после окончания училища был произведён в лейтенанты и направлен на службу в Амурскую флотилию. Служил на «энергопоезде» в 18 км от Хабаровска. В 1949 году А. В. Мозгалевский был командирован в Москву на курсы по подготовке специалистов по неконтактной технике, которые окончил с отличием в 1952 году. С 1952 по 1956 год проходил службу на Балтийском флоте в Таллине.

### Научная и педагогическая деятельность
В 1956 году капитан-лейтенант А. В. Мозгалевский защитил кандидатскую диссертацию. В том же году был переведён на военно-морскую кафедру Ленинградского электротехнического института им. В. И. Ульянова (Ленина), начал заниматься проблемами технической диагностики и автоматического контроля.
В 1966 году капитан 2 ранга А. В. Мозгалевский защитил докторскую диссертацию по автоматическому контролю. В 1967 году он стал единственным в СССР на тот момент профессором на военно-морской кафедре. В 1968 году капитан 1 ранга А. В. Мозгалевский стал начальником военно-морской кафедры ЛЭТИ. На кафедре была широко развёрнута научная работа. В эти годы была создана школа-семинар по технической диагностике в СССР, которой руководил А. В. Мозгалевский. Кафедра под руководством А. В. Мозгалевского была признана лучшей военной кафедрой в СССР. Мозгалевский многие годы был председателем комиссии Госстандарта по технической диагностике.
В 1976 году А. В. Мозгалевскому было присвоено почётное звание «Заслуженный деятель науки и техники РСФСР».
С 1982 по 1988 год А. В. Мозгалевский являлся заведующим кафедры электрификации и автоматизации ЛЭТИ. С 1988 по 1995 год он был профессором этой кафедры. Результаты научных разработок А.В. Мозгалевского легли в основу создания новых высоконадежных систем автоматики, управления и контроля для кораблей военно-морского и гражданского флота.
Около 12 лет А. В. Мозгалевский состоял членом ВАК при Совете министров СССР. Свыше 20 лет он был руководителем секции «Надёжность и контроль качества» Ленинградского Дома научно-технической пропаганды. Был также председателем научно-технического совета по специальности «электрооборудование и автоматизация судов» при Государственном комитете Народного образования. В течение многих лет он был членом научного совета АН СССР по кибернетике, который сформировал и возглавлял академик АН СССР А. И. Берг.
Под руководством А. В. Мозгалевского защитили кандидатские диссертации около 60 человек и докторские диссертации — 6 человек.
Умер А. В. Мозгалевский 20 сентября 1995 года в Санкт-Петербурге. Похоронен на Серафимовском кладбище.

## Награды
- орден Отечественной войны II степени (1985)

Медали:
- медаль «За победу над Германией в Великой Отечественной войне 1941-1945 гг.» (1946);
- медаль «За отвагу» (1953);
- медаль «За безупречную службу» II степени (1958) и I степени (1963);
- медаль «За оборону Советского Заполярья» (1976);
- медаль «За победу над Японией»
- 12 юбилейных медалей[4].

Гражданские награды:
- бронзовая медаль «За достигнутые успехи в развитии народного хозяйства СССР» — награждён Главным комитетом ВДНХ (1977);
- бронзовая медаль «За достигнутые успехи в развитии народного хозяйства СССР» — награждён Главным комитетом ВДНХ (1986);
- нагрудный знак «Лучшему активисту Научно-технического общества» — награждён президиумом Центрального правления НТО им. Академика А. Н. Крылова (1988);
- нагрудный знак «За отличные успехи в работе» — награждён министерством высшего и среднего специального образования СССР[4].

## Семья
- Брат — Вадим (1922 г.р., погиб в 1943 году под Новороссийском)
- Жена — Татьяна Григорьевна Сафронова (1925—2006), домохозяйка.
- Дочь — Ольга Андреевна Топорнина (1946 г.р.), окончила ЛЭТИ, кандидат технических наук, последнее место работы РГПУ им. А. И. Герцена.
- Дочь — Елена Андреевна Мозгалевская (1956 г.р.), окончила ЛГУ, кандидат исторических наук, 22 года работала в разных школах учителем, последние годы заведующая музеем при ДДТ «Союз» Выборгского района Санкт-Петербурга[4].
- Внуки:
  - Владислава — окончила Музыкальное училище им. Римского-Корсакова, имеет двух детей — Валентину и Никиту.
  - Александра — окончила Академию управления и экономики, имеет двух детей — Ульяну и Родиона.
  - Андрей — окончил РГПУ им. А. И. Герцена.